# Буоль-Беренберг, Рудольф фон
Рудольф фон Буоль-Беренберг (нем. Rudolf von Buol-Berenberg; 1842—1902) — германский юрист и политический деятель, председатель рейхстага; член партии центра.

## Биография
Рудольф фон Буоль-Беренберг родился 24 мая 1842 года в городе Штоках в земле Баден-Вюртемберг; представитель древнего рода Буоль-Беренберг. Изучал юриспруденцию в университетах в Мюнхена, Фрайбурга и Гейдельберга.
В 1879 году был назначен судьей районного суда в Мангейме, а в 1898 году служил в окружном суде города Карлсруэ.
С 1884 года он был членом рейхстага, а с 1895 по 1898 год занимал пост президента рейхстага Германской империи.
По политическим взглядам Буоль-Беренберг принадлежал к партии центра.
Рудольф фон Буоль-Беренберг умер 4 июля 1902 года в городе Баден-Бадене.